# Іво Ципци
Іво Ципци (25 квітня 1933) — югославський ватерполіст.
Учасник Олімпійських Ігор 1956, 1960 років.
Срібний призер Олімпійських ігор 1956 року.
Срібний призер Чемпіонату Європи з водного поло 1958 року.